# Cerekvice nad Loučnou
Cerekvice nad Loučnou település Csehországban, a Svitavyi járásban. Cerekvice nad Loučnou Tisová, Nová Sídla, Tržek, Hrušová, Bohuňovice, Horky, Řídký, Bučina, Morašice és Újezdec településekkel határos. Lakosainak száma 891 fő (2024. január 1.).

## Népesség
A település lakosságának változását az alábbi diagram mutatja:
| Lakosok száma | 737  | 982  | 1137 | 829  | 773  | 798  | 848  | 854  | 852  | 891  |
|               | 1869 | 1890 | 1921 | 1950 | 1980 | 2001 | 2017 | 2019 | 2022 | 2024 |